# 읍천리382
읍천리382(邑川里-)는 대한민국의 프랜차이즈 기업이다. 디저트 카페 가맹업을 운영하고 있으며, 판매하는 주요 상품은 음료, 샐러드, 샌드위치, 디저트 등이다. 

## 개요
경상북도 경산시 자인면에 위치한 읍천리 실제 지명의 따온 것이며, 도심 속 시골농촌 카페다.

## 소재지
- 본사: 대구광역시 수성구 알파시티2로 14 2층
- 본점: 대구광역시 남구 안골길 17-1

## 지역별 점포 목록
2025년 현재 기준으로 삼는다.
서울특별시
- 강남구(압구정직영점 · 대치점), 강서구(마곡점 · 개화산점), 구로구(구로구청점), 용산구(원효점), 은평구(응암점 · 연신내점), 마포구(마포성산점), 강동구(상일동역점), 관악구(신림점), 성북구(정릉점), 성동구(왕십리신당점), 노원구(중계동 · 석계역점), 동대문구(회기역점 · 장안점), 광진구(건대입구역점)

인천광역시
- 계양구(계양점), 남동구(논현점 · 구월점 · 서창점), 연수구(인천송도국제도시점), 서구(가정점 · 청라점 · 검단신도시점)

경기도
- 수원시(화서점 · 인계점 · 광교점), 성남시(위례점 · 분당점), 고양시(화정점 · 일산백석점 · 원흥점), 하남시(미사점), 부천시(상동점 · 역곡점), 평택시(지제동삭점 · 고덕국제도시점 · 용죽점 · 평택점), 용인시(죽전점 · 기흥점 · 용인서천점), 의정부시(고산점), 광명시(소하점), 안양시(안양점), 구리시(수택점), 파주시(금촌점 · 운정점 · 다율점), 군포시(산본점), 남양주시(별내점), 시흥시(정왕점 · 배곧점), 화성시(화성봉담점 · 동탄센트럴파크점 · 동탄호수공원점), 오산시(오산1호점), 김포시(운양점), 안산시(고잔점), 양주시(회천점 · 옥정점), 안성시(안성점), 이천시(이천점),

강원특별자치도
- 춘천시(춘천시청점 · 석사점), 원주시(원주점 · 원주혁신도시점), 강릉시(교동점)

대전광역시
- 중구(대전중앙로점), 서구(둔산점 · 관저점 · 배재대점), 동구(가오점), 유성구(유성온천점 · 관평점 · 노은점), 대덕구(송촌점)

세종특별자치시
- 세종특별자치시(세종특별자치점 · 세종보람점)

충청북도
- 청주시(충북대점 · 율량점 · 가경점 · 오창점 · 금천용암점 · 오송점), 충주시(충주점), 제천시(제천점), 음성군(충북혁신도시점), 증평군(증평점)

충청남도
- 천안시(천안신방점 · 천안두정점 · 천안불당점), 아산시(아산모종점 · 아산배방점), 서산시(서산점), 계룡시(계룡점), 당진군(당진점)

광주광역시
- 동구(충장로점), 남구(봉선점), 북구(전남대점), 서구(상무점), 광산구(첨단점 · 수완점 · 선운점)

전북특별자치도
- 전주시(전주중앙점), 익산시(익산점), 군산시(군산수송점), 남원시(남원점)

전라남도
- 여수시(여천점), 순천시(신대점), 광양시(중마점)

대구광역시
- 중구(대구중구점), 북구(대구경북대점 · 칠곡점 · 침산점), 동구(율하점 · 이시아폴리스점), 달서구(성서점 · 대실점 · 신월성점 · 감삼점), 수성구(범어점 · 시지점 · 두산점 · 알파시티점), 달성군(옥포화원점 · 현풍점)

경상북도
- 포항시(영일대점 · 오천문덕점 · 효자점), 경산시(경산펜타힐즈점 · 사동점 · 경북대가대점), 김천시(김천혁신점 · 신음점), 경주시(황성점 · 황리단길점 · 신경주역점), 구미시(금오산점 · 인동진평점 · 인동점 · 옥계점), 안동시(안동점), 영주시(영주점), 문경시(문경점), 영천시(영천점) 예천군(예천점)

경상남도
- 창원시(반송점 · 창원중동유니시티점 · 마산메트로양덕점 · 경남대점 · 마산내서점 · 진해점), 김해시(장유점), 진주시(하대점 · 평거점), 양산시(범어점), 밀양시(밀양점)

제주특별자치도
- 제주시(제주2호점 · 연동점)